# Du Khánh Giang
Du Khánh Giang (tiếng Trung giản thể: 俞庆江, bính âm Hán ngữ: Yú Qìngjiāng, sinh tháng 9 năm 1963, người Hán) là nhà thư pháp, tướng lĩnh Quân Giải phóng Nhân dân Trung Quốc. Ông là Trung tướng Không quân, Ủy viên Ủy ban Trung ương Đảng Cộng sản Trung Quốc khóa XX, hiện là Tham mưu trưởng Không quân Trung Quốc. Ông từng là Viện trưởng Học viện Chỉ huy Không quân; Tham mưu trưởng Không quân Quân khu Tế Nam; Tư lệnh Sở chỉ huy Không quân Đại Liên.
Du Khánh Giang là đảng viên Đảng Cộng sản Trung Quốc, học vị Thạc sĩ Quốc phòng, Phi công đặc cấp. Ông có sự nghiệp hơn 40 năm phục vụ cho Không quân Trung Quốc.

## Xuất thân và giáo dục
Du Khánh Giang sinh tháng 9 năm 1963 tại thủ phủ Nam Kinh, tỉnh Giang Tô, Cộng hòa Nhân dân Trung Hoa. Ông lớn lên và tốt nghiệp cao trung ở Nam Kinh, những năm 1980 thì theo học 1 trong 3 học viện phi hành không quân là Học viện Phi hành Tây An, Học viện Phi hành Thạch Gia Trang, Học viện Phi hành Cáp Nhĩ Tân của Không quân Quân Giải phóng Nhân dân Trung Quốc. Sau đó, ông được chuyển về Thượng Hải để học Học viện Chính trị Không quân, rồi điều sang Liên Xô và học tại Học viện Quân sự Không quân Liên Xô, về Trung Quốc và học Học viện Kỹ thuật Không quân, trở thành Phi công đặc cấp sau quá trình học tại nhiều đơn vị không quân. Du Khánh Giang từng theo học chương trình cao học tại Đại học Quốc phòng Trung Quốc và nhận bằng Thạc sĩ Quốc phòng.

## Sự nghiệp
Du Khánh Giang nhập ngũ Quân Giải phóng Nhân dân Trung Quốc, thuộc Không quân năm 1980. Sau quá trình học tập thì ông được phân về Không quân Quân khu Thẩm Dương làm phi công chiến đấu, là rồi chỉ huy trưởng đội phi cơ, dần dần thăng cấp và là Sư đoàn trưởng Sư đoàn Không quân 30 những năm 2000. Tháng 6 năm 2007, ông được điều tới Đại Liên, nhậm chức Tư lệnh Sở chỉ huy Không quân Đại Liên cấp phó quân – nay là Căn cứ Không quân Đại Liên và công tác ở đây 2 năm. Đến năm 2009, ông được điều tới Quân khu Tế Nam, được bổ nhiệm làm Phó Tham mưu trưởng Không quân của Quân khu Tế Nam, được phong quân hàm Thiếu tưởng Không quân vào tháng 12 năm 2010, rồi thăng chức làm Tham mưu trưởng Không quân Quân khu Tế Nam vào năm 2013.
Tháng 10 năm 2015, Du Khánh Giang được điều chuyển tới Học viện Chỉ huy Không quân làm Viện trưởng, sau đó vào tháng 12 năm 2017 thì được chỉ định vào Ủy ban Thường vụ Đảng ủy Không quân, nhậm chức Tham mưu trưởng Không quân. Ông được thăng quân hàm Trung tướng vào tháng 6 năm 2019. Giai đoạn đầu năm 2022, ông được bầu làm đại biểu tham gia Đại hội Đảng Cộng sản Trung Quốc lần thứ XX từ đoàn Quân Giải phóng và Vũ cảnh. Trong quá trình bầu cử tại đại hội, ông được bầu làm Ủy viên Ủy ban Trung ương Đảng Cộng sản Trung Quốc khóa XX.

## Đời tư
Du Khánh Giang yêu thích thư pháp. Ông từng theo học Đại học Quốc tế Thư Họa Trung Quốc trong 3 năm, được hướng dẫn bởi nhà thư pháp Âu Dương Trung Thạch và Lý Đạc. Ông cũng được bầu và đảm nhiệm các vị trí xã hội về thư pháp như Đồng sự thường vụ Hiệp hội Danh gia Thư Họa Trung Quốc, Phó Viện trưởng Viện Thư Họa tướng quân Sơn Đông, Viện trưởng danh dự Viện Thư Họa Lam Thiên Tế Nam, Ủy viên Hiệp hội Thư Họa Sơn Đông.

## Lịch sử thụ phong quân hàm
| Quân hàm |             |             |  |  |  |  |  |  |  |  |  |
| Cấp bậc  | Thiếu tướng | Trung tướng |  |  |  |  |  |  |  |  |  |
|          |             |             |  |  |  |  |  |  |  |  |  |